# Stade Yenisahra
 (avril 2025).
Le Stade Yenisahra (en turc : Yenisahra Stadyumu), est un stade de football turc situé à Ataşehir, un district de la ville d'Istanbul.
Doté de 700 places et inauguré en 2008, le stade sert de domicile pour l'équipe de football de l'Ataşehir Belediyespor.